# Пікуї
Пікуї (Columbina picui) — вид голубоподібних птахів родини голубових (Columbidae). Мешкає в Південній Америці.

## Опис

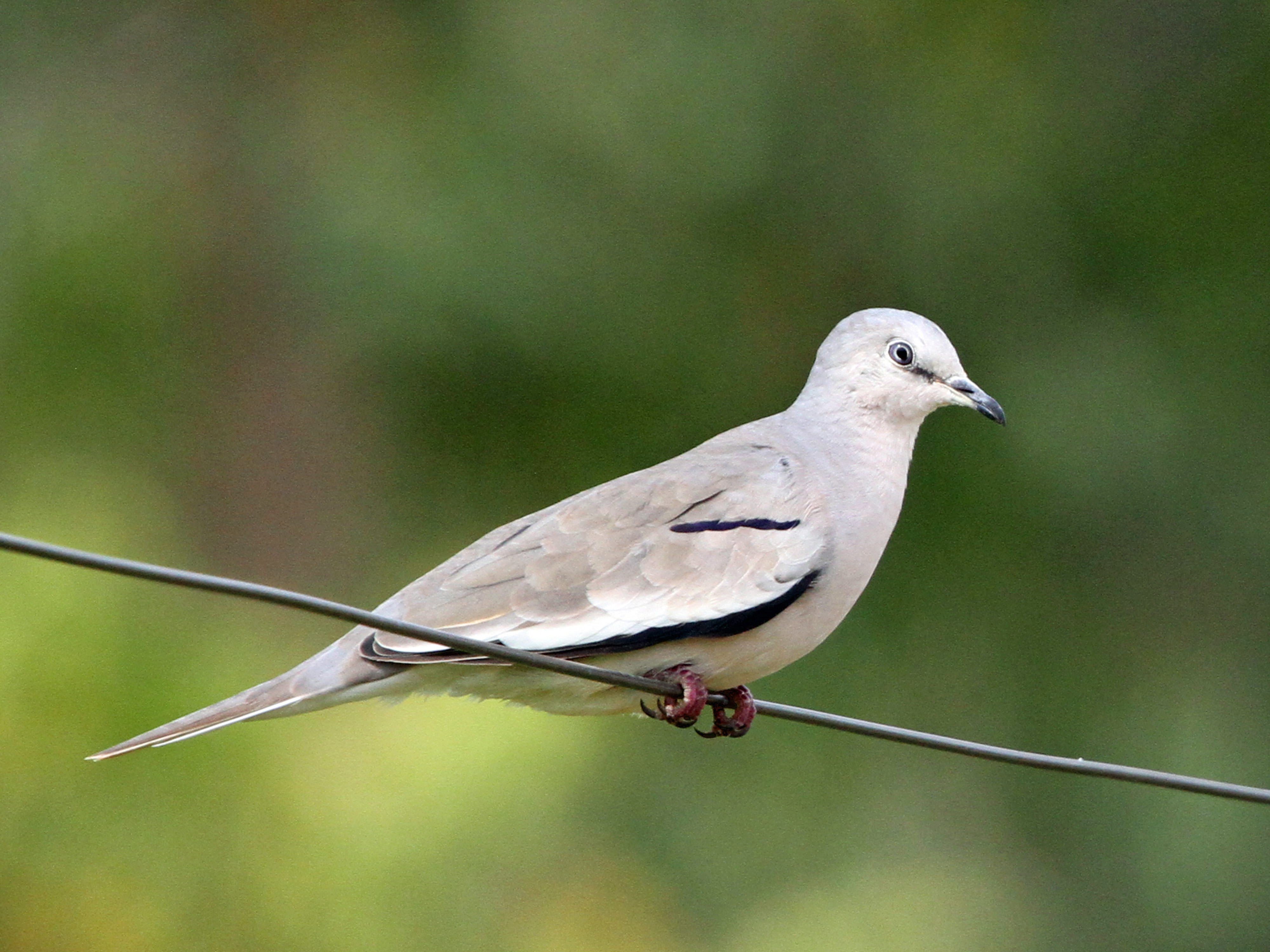
Пікуї (Парагвай)

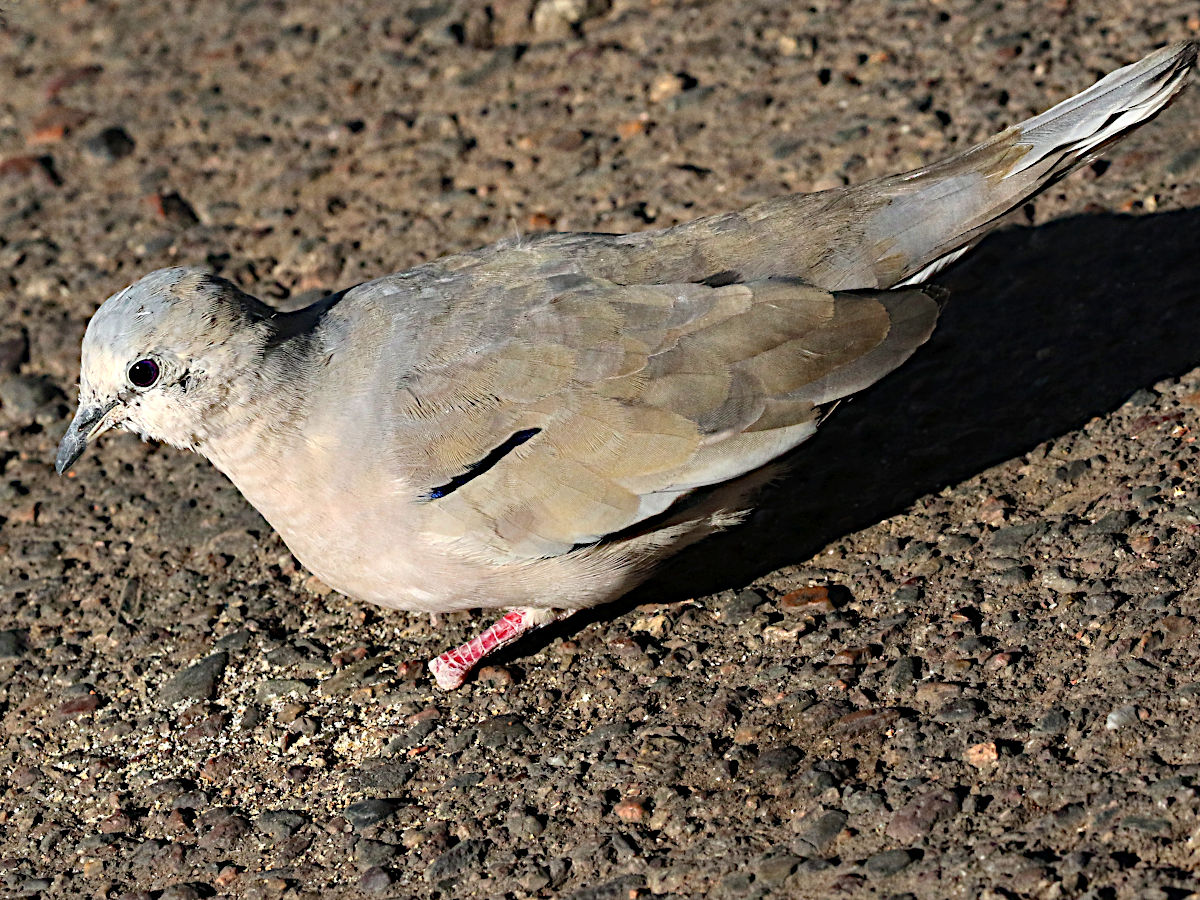
Пікуї (Аргентина)

Довжина птаха становить 18 см, вага 42-59 г. У самців номінативного підвиду лоб і горло білуваті, від дзьоба до очей ідуть вузькі чорні смуги. Тім'я і потилиця сірі, плечі. спина, надхвістя і центральні стернові пера коричнювато-сірі. Крила рожевувато-охристі, на крилах дві білі смуги з чорними краями. Шия і груди рожевувато-сірі, живіт білий. Райдужки блакитнувато-сірі, дзьоб бурувато-сірий, лапи червонуваті.
Самиці мають більш тьмяне забарвлення, рожевий відтінок в їх оперенні менш виражений. Ця різниця малопомітна для людського ока, однак значні відмінності в оперенні самиць і самиців помітні в ультрафіолеті, який ці птахи сприймають. Забарвлення молодих птахів подібне до забарвлення дорослих птахів, однак більш тьмяне і більш коричневе. Представники підвиду C. p. strepitans мають більш сіре забарвлення. ніж представники номінативного підвиду, рожевий відтінок в їх оперенні менш виражений.

## Підвиди
Виділяють два підвиди:
- C. p. strepitans Spix, 1825 — північно-східна Бразилія (Мараньян, Піауї, Сеара, Баїя);
- C. p. picui (Temminck, 1813) — від східного Перу до Болівії, Парагвая, південної Аргентини, Чилі і південної Бразилії.

## Поширення і екологія
Пікуї мешкають в Перу, Болівії, Бразилії, Чилі, Парагваї, Уругуваї і Аргентині. Бродячі птахи спостерігалися на південному заході США і в Чилі. Вони живуть в посушливих ландшафтах, зокрема на узліссях тропічних лісів, в саванах і чагарникових заростях, на полях, трапляються поблизу людських поселень. Зустрічаються зраями по 25-30 птахів, іноді до кількох сотень птахів, переважно на висоті до 1250 м над рівнем моря, місцями на висоті до 2700 м над рівнем моря.
Пікуї ведуть переважно наземний спосіб життя. Більшу частину часу вони проводять на землі, де шукають насіння, яке є основою їх раціону. Початок сезону розмноження у пікуї різниться в залежності від регіону. В Болівії гніздування триває з вересня по квітень, в Аргентині з жовтня по квітень. Гніздо являє собою платформу з гілочок, розміщується в чагарниках або на невисоком колючому дереві. Іноді птахи використовують покинуті гнізда інших птахів, зокрема м'якохвістів і рудочеревих дроздів. В кладці 2 яйця. Інкубаційний період триває 11-13 днів, насиджують і самиці, і самці. Пташенята покидають гніздо через 12-13 днів після вилуплення. На північному сході Бразилії за сезон може вилупитися два видодки, на решті ареалу зазвичай лише один.